# Camp Hill, Pennsylvania
Camp Hill là một thị trấn thuộc quận Cumberland, tiểu bang Pennsylvania, Hoa Kỳ. Năm 2010, dân số của thị trấn này là 7888 người.